# Joseph Gotthardt
Joseph Gotthardt (Thalheim, 16 dicembre 1880 – Swakopmund, 3 agosto 1963) è stato un missionario e arcivescovo cattolico tedesco.

## Biografia
Abbracciò la vita religiosa tra gli Oblati di Maria Immacolata nel 1899 e il 15 maggio 1905 fu ordinato prete. Nel 1907 fu inviato nelle missioni della Cimbebasia Inferiore e nel 1910 fondò la missione dell'Okavango.
Nominato prefetto apostolico della Cimbebasia nel 1921, fu eletto vescovo titolare di Mopsuestia il 18 maggio 1926 da papa Pio XI e nominato vicario apostolico di Windhoek.
Nel 1933 fondò la congregazione indigena delle suore benedettine di Windhoek, dette suore africane di San Benedetto.
Fu promosso arcivescovo nel 1951; nel 1961 lasciò la guida del vicariato apostolico di Windhoek.

## Genealogia episcopale e successione apostolica
La genealogia episcopale è:
- Cardinale Scipione Rebiba
- Cardinale Giulio Antonio Santori
- Cardinale Girolamo Bernerio, O.P.
- Arcivescovo Galeazzo Sanvitale
- Cardinale Ludovico Ludovisi
- Cardinale Luigi Caetani
- Cardinale Ulderico Carpegna
- Cardinale Paluzzo Paluzzi Altieri degli Albertoni
- Papa Benedetto XIII
- Papa Benedetto XIV
- Cardinale Enrico Enriquez
- Arcivescovo Manuel Quintano Bonifaz
- Cardinale Buenaventura Córdoba Espinosa de la Cerda
- Cardinale Giuseppe Maria Doria Pamphilj
- Papa Pio VIII
- Papa Pio IX
- Arcivescovo Armand-François-Marie de Charbonnel, O.F.M.Cap.
- Arcivescovo John Joseph Lynch, C.M.
- Cardinale Elzéar-Alexandre Taschereau
- Arcivescovo Édouard-Charles Fabre
- Arcivescovo Louis Philip Adélard Langevin, O.M.I
- Arcivescovo Augustin Dontenwill, O.M.I
- Arcivescovo Joseph Gotthardt, O.M.I

La successione apostolica è:
- Vescovo Joseph Delphis Des Rosiers, O.M.I. (1948)
- Vescovo Rudolf Johannes Maria Koppmann, O.M.I. (1957)